# Noel Coward
Sir Noël Peirce Coward (n. 16 decembrie 1899, Greater London, Anglia, Regatul Unit al Marii Britanii și Irlandei – d. 26 martie 1973, Port Maria La luz⁠(d), Middlesex County⁠(d), Jamaica) a fost un scenarist, compozitor și actor de origine britanică.
Noel Coward(1899-1973) actor, cantaret, romancier, poet, dramaturg, compozitor, regizor si pictor englez, s-a nascut cu cateva zile inainte de inceputul secolul XX si l-a dominat in mare masura. Si-a inceput cariera scenica la varsta de 9 ani, a devenit celebru ca dramaturg la 25, in anii de aur ai epocii interbelice. A scris si jucat fara incetare in piese deosebit de indraznete pentru perioada sa cum ar fi The Vortex, Pivate lives, Hay Fever, Design for living fiind celebru atat in West End (Londra) cat si pe Broadway (USA). Prieten apropiat al lui Winston Churchill si al Familiei Regale, a actionat ca spion pentru armata engleza in timpul Celui de-al Doilea Razboi Mondial, regizand filmul patriotic In Which We Serve si sustinand moralul londonezilor in timpul bombardamentelor Blitzkrieg. In anii 50- 60 a avut concerte umoristice in Las Vegas si a aparut in numeroase emisiuni de televiziune si filme de spionaj, fiind apreciat si indragit de o multime de vedete ale Hollywood-ului: Fred Astair, Judy Garland, Marlene Dietrich, Elizabeth Taylor, etc. In ultimii ani s-a retras, impreuna cu Graham Payn, la locuinta sa din Jamaica, Firefly, unde s-a stins in 1973 lasand o importanta mostenire din care mare parte este folosita in scopuri caritabile. 
Personalitate sofisticata si culta, a devenit un simbol al elegantei, rafinamentului si nonconformismului britanic.